# Левант Ярмарок
Ярмарок Левант (Levant Fair — יריד המזרח, Yarid HaMizrach) — міжнародний торговельний виставковий зал, який розташовувався у порту Тель-Авіва у 1920-х та 1930-х роках. Це також назва місця проведення ярмарку.

## Галерея

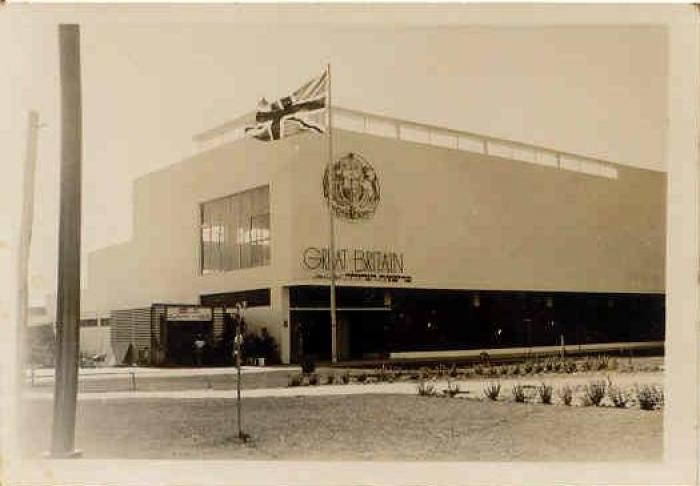
Британський павільйон
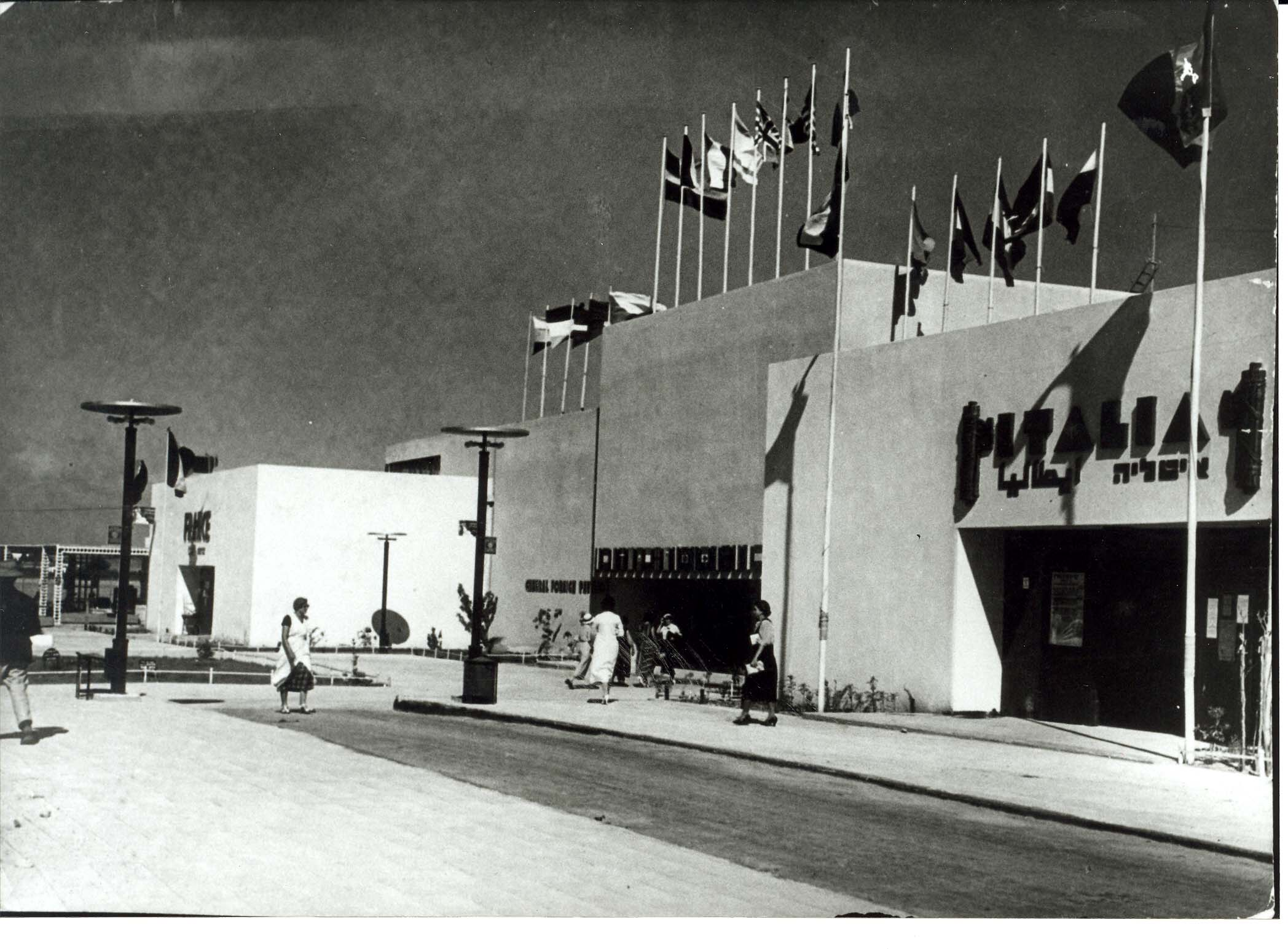
Італійський павільйон
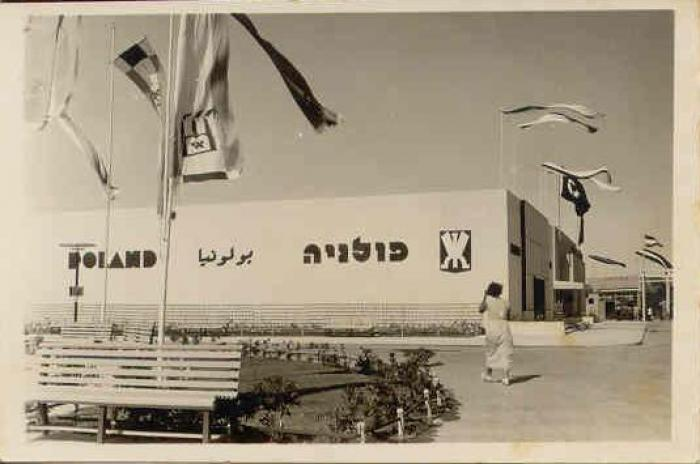
Польський павільйон
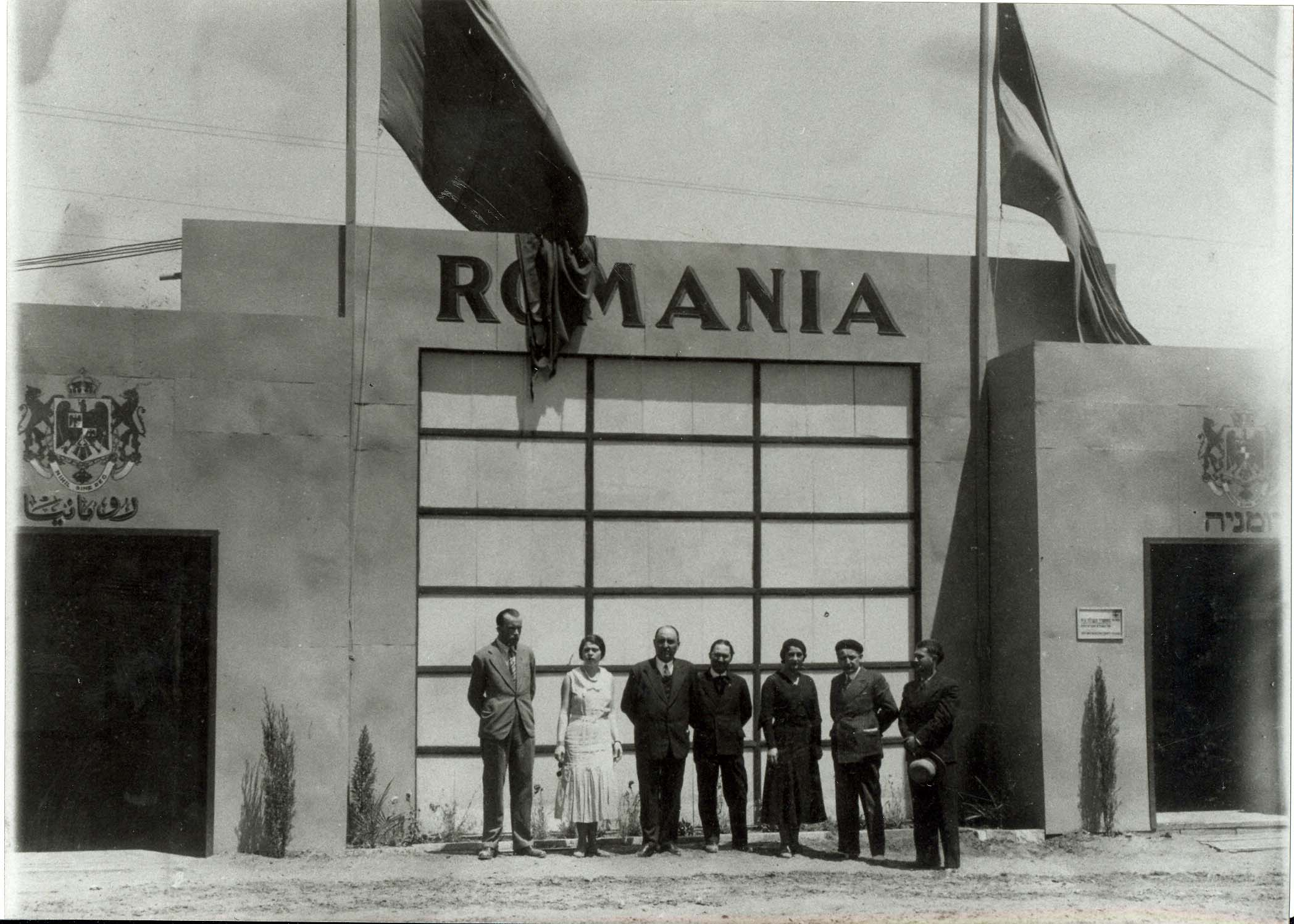
Румунський павільйон
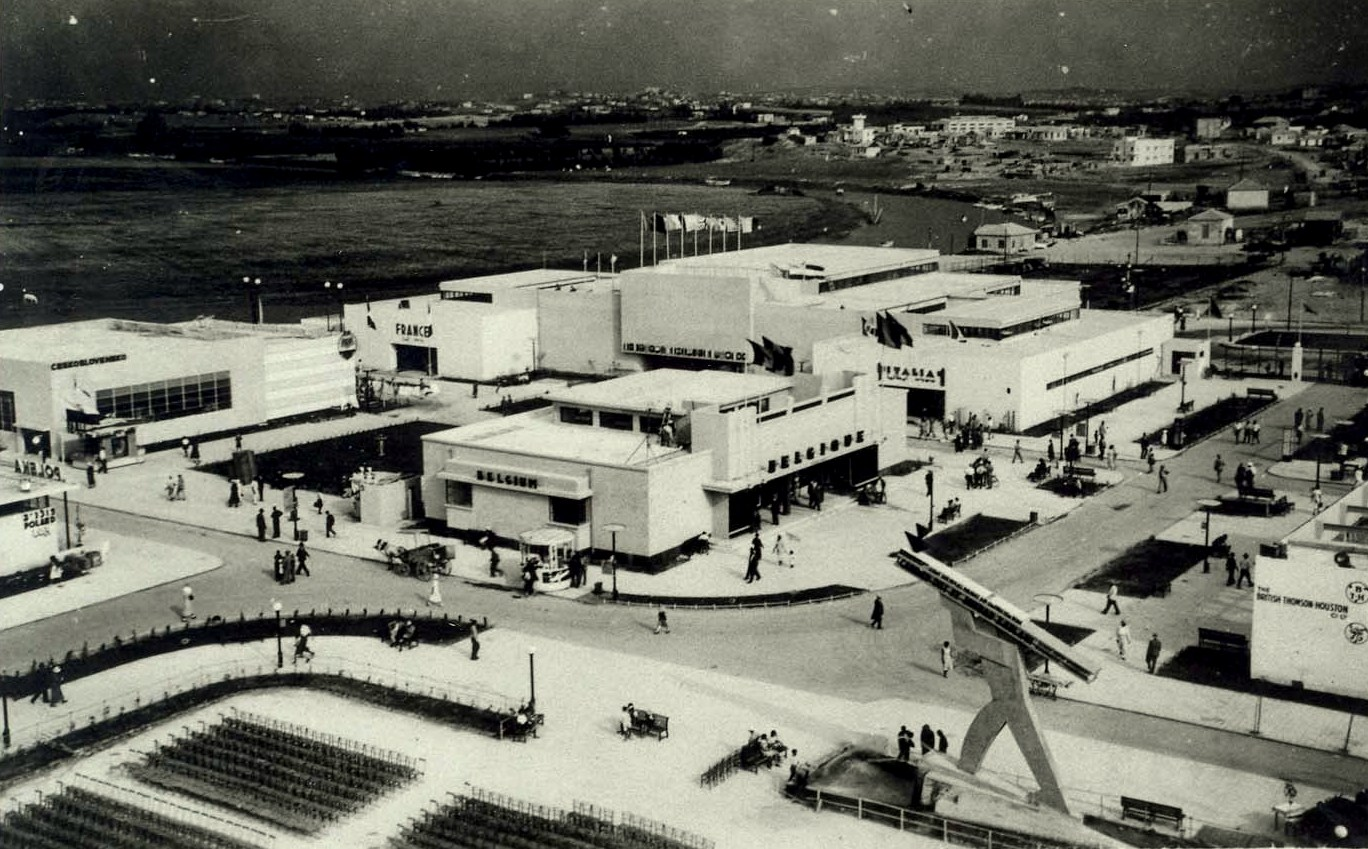
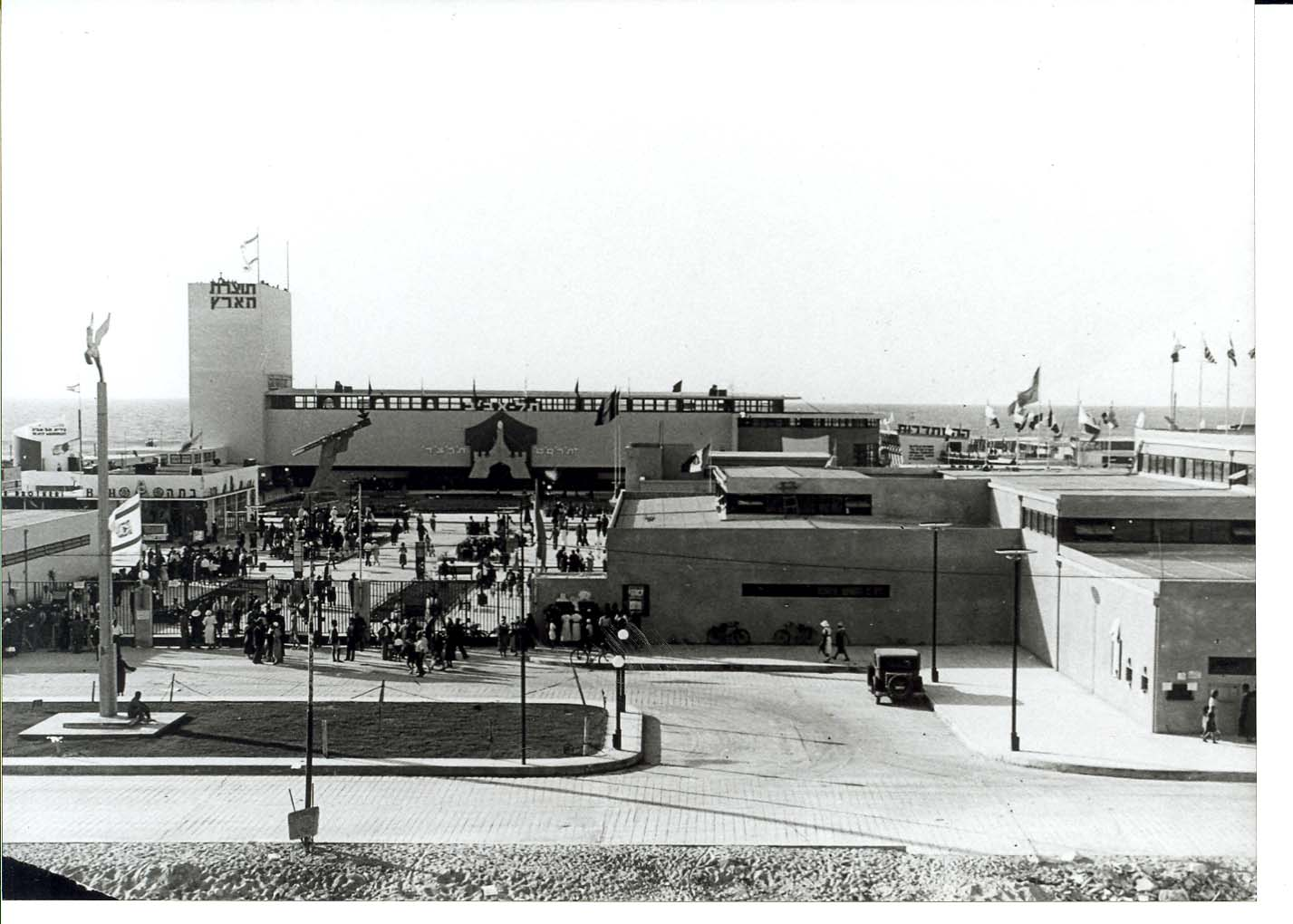